# Busalla
Busalla je italská obec v provincii Genova v oblasti Ligurie.
V roce 2012 zde žilo 5 709 obyvatel.

## Sousední obce
Crocefieschi, Fraconalto (AL), Isola del Cantone, Mignanego, Ronco Scrivia, Savignone, Vobbia

## Vývoj počtu obyvatel
Zdroj: 